# Tegernbach (Pfaffenhofen an der Ilm)

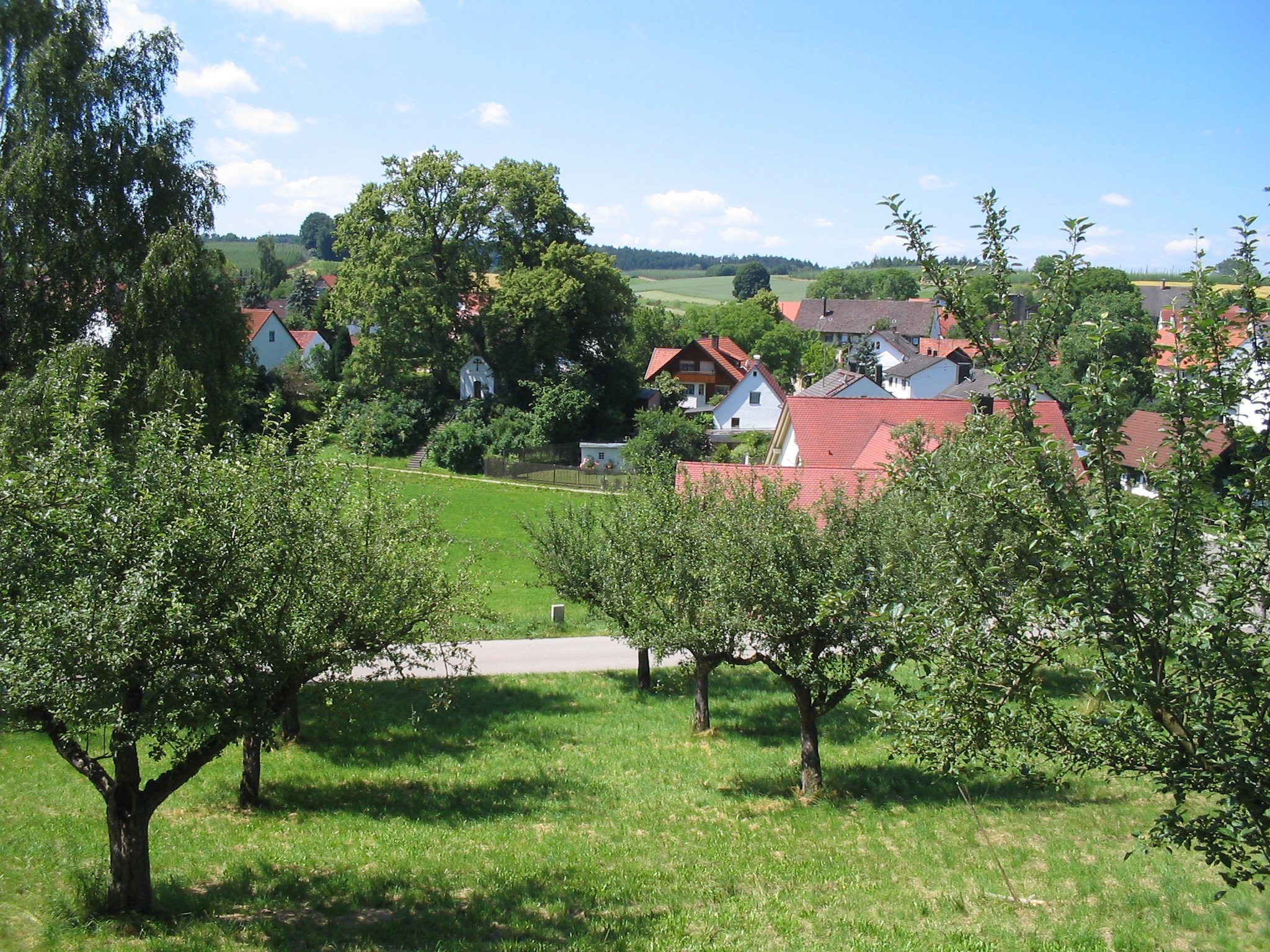
Tegernbach in der Hallertau

Tegernbach ist ein Stadtteil von Pfaffenhofen an der Ilm im oberbayerischen Landkreis Pfaffenhofen an der Ilm.

## Geographie
Das Pfarrdorf liegt rund acht Kilometer nordwestlich von Pfaffenhofen an der Ilm und fünf Kilometer südöstlich von Hohenwart in der Hallertau mitten in Bayern. 

## Geschichte
Erstmals erwähnt wird Tegernbach Ende des 12. Jahrhunderts in Urkunden im Kloster Scheyern. Während des Dreißigjährigen Krieges fiel Tegernbach durch Erbteilung an die Grafen von Toerring. Sie  besaßen mit der Hofmark Pörnbach einen aus neun ursprünglich selbstständigen Hofmarken bestehenden Besitzkomplex. Der Verwaltungsmittelpunkt der Hofmarken Pörnbach, Euernbach, Göbelsbach, Tegernbach, Ritterswörth, Burgstall, Eschelbach, Förnbach und Puch, die seit 1819/20 als Patrimonialgerichte der Grafen von Törring-Jettenbach geführt wurden, lag in Pörnbach. Die Patrimonialgerichtsbarkeit wurde in der Revolution 1848 aufgehoben.
1818 erfolgte die Gemeindebildung und bis 1839 wurden sukzessive aufgelöste Nachbargemeinden zu Tegernbach zugeteilt und teilweise wieder abgetrennt. Am 1. Januar 1972 verlor Tegernbach im Zuge der Gemeindegebietsreform seine Selbständigkeit und wurde in die Stadt Pfaffenhofen an der Ilm eingemeindet.
Im Jahr 2003 erzielte Tegernbach beim Wettbewerb Unser Dorf soll schöner werden – Unser Dorf hat Zukunft auf Regierungsbezirksebene eine Auszeichnung mit Silbermedaille.

## Kirche: Mariä Reinigung
Saalkirche aus dem am Anfang des 18. Jahrhunderts, auf den Grundmauern des Vorgängerbaus aus dem im 15. Jahrhundert errichtet, mit 1870 verlängertem Langhaus.

## Wappen
Das stilisierte „T“ repräsentiert die drei Ortsteile Enthof im Süden, Oberhof im Osten und Unthof in nördlicher Richtung.
Um dieses „T“ schlingt sich eine Hopfenpflanze. Links oben ist ein einzelnes Blatt zu sehen und rechts unten die Hopfendolde.
In der Mitte quert der Bach, der dem Ort Tegernbach den Namen gab.
Die Farbgebung gelb und blau lehnt sich an das Wappen der Stadt Pfaffenhofen an.

## Sehenswertes

Maibaum in der Ortsmitte

In der Mitte des Ortes befindet sich die 1871 erbaute Kapelle Kirendl. Sie wird von zwei Winterlinden eingerahmt, die als Naturdenkmal ausgewiesen sind.

## Baudenkmäler
Siehe: Liste der Baudenkmäler in Tegernbach

## Bodendenkmäler
Siehe: Liste der Bodendenkmäler in Pfaffenhofen an der Ilm

## Einrichtungen
- Behindertengerechtes Jugend- und Bildungshaus „Maria Tegernbach“ der Diözese Augsburg
- Katholischer Kindergarten Frederick
- Sportanlage des FC Tegernbach 1969

## Söhne und Töchter des Orts
- Anita Hörskens (* 1963), Malerin und Autorin von Sachbüchern
- Markus Ostermair (* 1981), Autor
- Raphael Wolf (* 1988), Fußballbundesligatorwart, lebte als Kind in Tegernbach und begann hier als Jugendlicher seine Karriere